# La Lata
La Lata és un poblat de l'Uruguai, ubicat al nord del departament de Cerro Largo. Té una població aproximada de 100 habitants, segons les dades del cens del 2004.
Es troba a 124 metres sobre el nivell del mar.